# Allan Houser

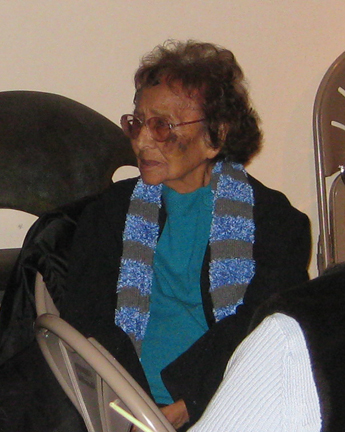
Anna Marie Haozous

Allan Houser (eigentlich Allan C. Haozous, * 29. Juni 1914 in Fort Sill, Oklahoma; † 22. August 1994 in Santa Fe, New Mexico) war ein US-amerikanischer Maler und Bildhauer der Moderne.

## Biographie
Allan war der Sohn von Sam und Blossom Haozous, diese gehörten dem Stamm der Chiricahua Apache an. Sein Vater war ein Apache Krieger, der sich für die Freiheit seines Volkes einsetzte, er war ein Großneffe des berühmten Kriegshäuptling und Schamanen Geronimo (1829–1909). Allan studierte bis 1934 an der Santa Fe Indian School in New Mexico Kunstgeschichte und pflegte das kulturelle Erbe der Indianer Nordamerikas. Im Jahr 1939 zeigte er auf der Weltausstellung von New York und San Francisco erstmals seine Werke. Seinen ersten großen Auftrag bekam er vom Innenministerium in Washington. Durch seinen Lehrer, den norwegischen Künstler Ole Nordmark, wechselte er später zur Bildhauerei. Im Jahr 1939 heiratete Allan Houser seine Jugendliebe Anna Marie Gallegos und zog mit seiner wachsenden Familie nach Los Angeles, wo er als Lagerarbeiter im Hafen arbeitete. Angeregt durch die indianischen Skulpturen und unter dem Einfluss von Bildhauern wie Hans Arp, Constantin Brâncuși, Henry Moore und Barbara Hepworth begann er direkt sein Material zu bearbeiten, Unregelmäßigkeiten des Materials und die Bearbeitungsspuren in seine Bildhauerei einzubeziehen. Ab 1962 lehrte er am Institute of American Indian Arts in Santa Fe Malerei- und Bildhauerei. Allan Houser starb an den Folgen eines Herzinfarkts. Er gehörte durch seine monumentalen Gemälde, Zeichnungen und Skulpturen zu den bekanntesten Vertretern der Native und Moderne Kunst.

## Auszeichnungen
- 1948 Guggenheim-Stipendium
- 1992 National Medal of Arts